# Ardisia nurii
Ardisia nurii är en viveväxtart som beskrevs av Caetano Xavier Furtado. Ardisia nurii ingår i släktet Ardisia och familjen viveväxter. Inga underarter finns listade i Catalogue of Life.